# دوغ إغرز
دوغ إغرز (بالإنجليزية: Doug Eggers)‏ هو شخصية أعمال أمريكي، ولد في 21 سبتمبر 1930 في واغنر في الولايات المتحدة.

## وصلات خارجية
- دوغ إغرز على موقع مرجع كرة القدم المحترفة.كوم (الإنجليزية)
- دوغ إغرز على موقع JustSportsStats.com (الإنجليزية)